# Yukio Shmull
Yukio Shmull, né en 1940 et mort le 9 juin 2018, est homme politique paluan originaire de l’État de Peleliu. Il fut notamment le premier gouverneur de Peleliu puis membre de la Législature de Peleliu et enfin Uchelsias (chef traditionnel) du village de Ngesias.

## Biographie

### Jeunesse
Yukio Shmull est né en 1940 dans l’État de Peleliu aux Palaos.

## Sources